# 甲東村 (山梨県)
甲東村（こうとうむら）は山梨県北都留郡にあった村。現在の上野原市西部、中央自動車道談合坂サービスエリア（下り線）周辺にあたる。

## 地理
- 山：御前山、扇山、不老山
- 河川：仲間川

## 歴史
- 1875年（明治8年） - 都留郡野田尻村、桑久保村、芦垣村及び和見村が合併して、甲東村が発足する。村名は甲斐国東部の所在に由来。
- 1878年（明治11年）7月22日 - 郡区町村編制法の施行により、甲東村が北都留郡の所属となる。
- 1889年（明治22年）7月1日 - 町村制の施行により、甲東村の区域をもって、甲東村が発足する。
- 1955年（昭和30年）4月1日 - 上野原町、棡原村、西原村、島田村、大鶴村、巌村、大目村及び甲東村が合併して、改めて上野原町が発足する。

## 交通

### 道路
現在は旧村域に中央自動車道の談合坂サービスエリア（下り線）が所在するが、当時は未開通。